# کوهستان بروکبک (داستان کوتاه)
«کوهستان بروکبک» (انگلیسی: Brokeback Mountain) داستانی کوتاه از نویسنده آمریکایی انی پرو است. این داستان در اصل در مجله نیویورکر در ۱۳ اکتبر ۱۹۹۷ چاپ شد. نیویورکر برای چاپ این داستان برنده جایزه مجله ملی برای داستان در سال ‍۱۹۹۸ شد. پرو در سال ۱۹۹۸ برای این داستان برنده جایزه او. هنری (جایگاه سوم) شد.
دایانا اوسانا و لری مک‌مرتری فیلم‌نامه‌ای اقتباسی از این داستان برای فیلمی به همین نام محصول سال ۲۰۰۵ نوشتند. در آن زمان داستان و فیلم‌نامه با یکدیگر به چاپ رسیدند و همراه با آن‌ها مقاله‌هایی از پرو و فیلم‌نامه‌نویسان مانند کوهستان بروکبک: داستان تا فیلم‌نامه (به انگلیسی: Brokeback Mountain: Story to Screenplay) به چاپ رسیدند. این داستان همچنین به طور جداگانه به شکل کتاب چاپ شد.
اپرایی به همین نام نیز به اقتباس از این داستان با لیبرتویی به انگلیسی از پرو توسط چارلز وورینن نوشته شده‌است. نمایش نخست این اپرا در تئاترو رئال در مادرید در تاریخ ۲۸ ژانویه ۲۰۱۴ بود.